# Karl Höllenreiner
Karl Höllenreiner (ur. w 1914 w Fürth, zm. w 1984) – niemiecki handlarz tekstyliami podchodzenia romskiego, który jako jedyny przeżył eksperymenty dr. Wilhelma Beiglböcka związane z uzdatnianiem wody morskiej.

## Biografia
Aresztowany przez gestapo 29 maja 1944 roku za złamanie ustaw norymberskich (jako potomek Romów ożenił się z Niemką). Więziony początkowo w Auschwitz-Birkenau, następnie w KL Buchenwald i KL Dachau, gdzie stał się ofiarą eksperymentów wojskowych oraz wykonywanych bez znieczulenia biopsji wątroby. 
Po wojnie podczas procesu lekarzy w Norymberdze próbował zaatakować nożem dr. Beiglböcka, za co został skazany na 90 dni więzienia. Tego samego dnia został zwolniony za kaucją dzięki wstawiennictwu dr. Leopolda Alexandera, ówczesnego biegłego medycznego prokuratury.